# جرمی هانت
جرمی ریچارد استرینشام هانت (انگلیسی: Jeremy Hunt؛ زادهٔ ۱ نوامبر ۱۹۶۶) سیاستمدار اهل بریتانیا است که از اکتبر ۲۰۲۲ تا ژوئیه ۲۰۲۴ به‌عنوان رئیس خزانه فعالیت می‌کرد.
جرمی هانت در دولت ترزا می به مدت یک سال وزیر امور خارجه و مشترک‌المنافع  بود و در تاریخ ۲۲ مهر ۱۴۰۱، لیز تراس نخست وزیر پیشین بریتانیا، او را به عنوان  رئیس خزانه معرفی کرد.

## رقابت نخست وزیری
در پی انتخابات داخلی حزب محافظه کار که پس از استعفای ترزا می از نخست‌وزیری صورت گرفت، بوریس جانسون در ۲۳ ژوئیه ۲۰۱۹ با اکثریت آرای اعضای حزب محافظه‌کار انگلیس و در رقابت با جرمی هانت، به پیروزی دست یافت.